# Estadio Remo Stars
El estadio Remo Stars es un recinto deportivo ubicado en Ikenne, Nigeria. Actualmente se utiliza principalmente para partidos de fútbol y es el estadio local del Remo Stars FC de la Liga de Fútbol Profesional de Nigeria. Cuenta con todas las especificaciones técnicas para disputar competiciones oficiales de la Confederación Africana de Fútbol.
Cuenta con una capacidad de 20 000 espectadores. El estadio fue inaugurado en 2020 y albergó su primer partido de liga en 2021.